# Symptoms of a Leveling Spirit
Symptoms of a Leveling Spirit is het vijfde studioalbum van de Amerikaanse punkband Good Riddance. Het werd op 10 juli 2001 net zoals voorgaande album uitgegeven op het label Fat Wreck Chords. Dit is het eerste album waar drummer Dave Wagenschutz aan heeft meegewerkt. Hij verving Sean Sellers, die de band begin 1999 al verlaten had en voor korte tijd was vervangen door Dave Raun.

## Nummers
1. "Fire Engine Red" - 2:09
2. "Enter the Unapproachables" - 1:35
3. "Yesterday's Headlines" - 2:26
4. "Great Leap Forward" - 1:35
5. "Cheyenne" - 2:19
6. "Libertine" - 1:54
7. "Trial of the Century" - 2:25
8. "Nobody Likes a Cynic" - 2:52
9. "Year of the Rat" - 2:16
10. "Pisces/Almost Home" - 2:08
11. "Defusing the Popular Struggle" - 2:18
12. "All the Joy You've Ever Known" - 0:42
13. "Blue Black Eyes" - 2:13
14. "Spit You Out" / "In My Head" (bonustrack, cover van The Psychedelic Furs) - 5:19

## Band
- Russ Rankin - zang
- Luke Pabich - gitaar
- Chuck Platt - basgitaar
- Dave Wagenschutz - drums